# Cornelius Huggins
Cornelius Bernard Huggins (ur. 7 stycznia 1975 w Kingstown) – piłkarz z Saint Vincent i Grenadyn, grający na pozycji obrońcy, trener piłkarski.

## Kariera piłkarska

### Kariera klubowa
Występował w klubach Pastures United FC i Virginia Beach Mariners. W 2004 przeniósł się do malezyjskiego Kedah FA, w którym grał do zakończenia kariery piłkarskiej w 2008.

### Kariera reprezentacyjna
W 1995 debiutował w narodowej reprezentacji Saint Vincent i Grenadyn.

## Kariera trenerska
Po zakończeniu kariery piłkarza rozpoczął pracę szkoleniową. Najpierw pomagał, a od 2012 prowadził narodową reprezentację Saint Vincent i Grenadyn.

## Sukcesy i odznaczenia

### Sukcesy klubowe
- mistrz Malezji: 2007, 2008 (z Kedah FA)
- mistrz 2 ligi Malezji: 2006 (z Kedah FA)
- zdobywca Pucharu Malezji: 2007, 2008 (z Kedah FA)
- zdobywca FA Cup Malaysia: 2007, 2008 (z Kedah FA)